# Одзу (княжество)

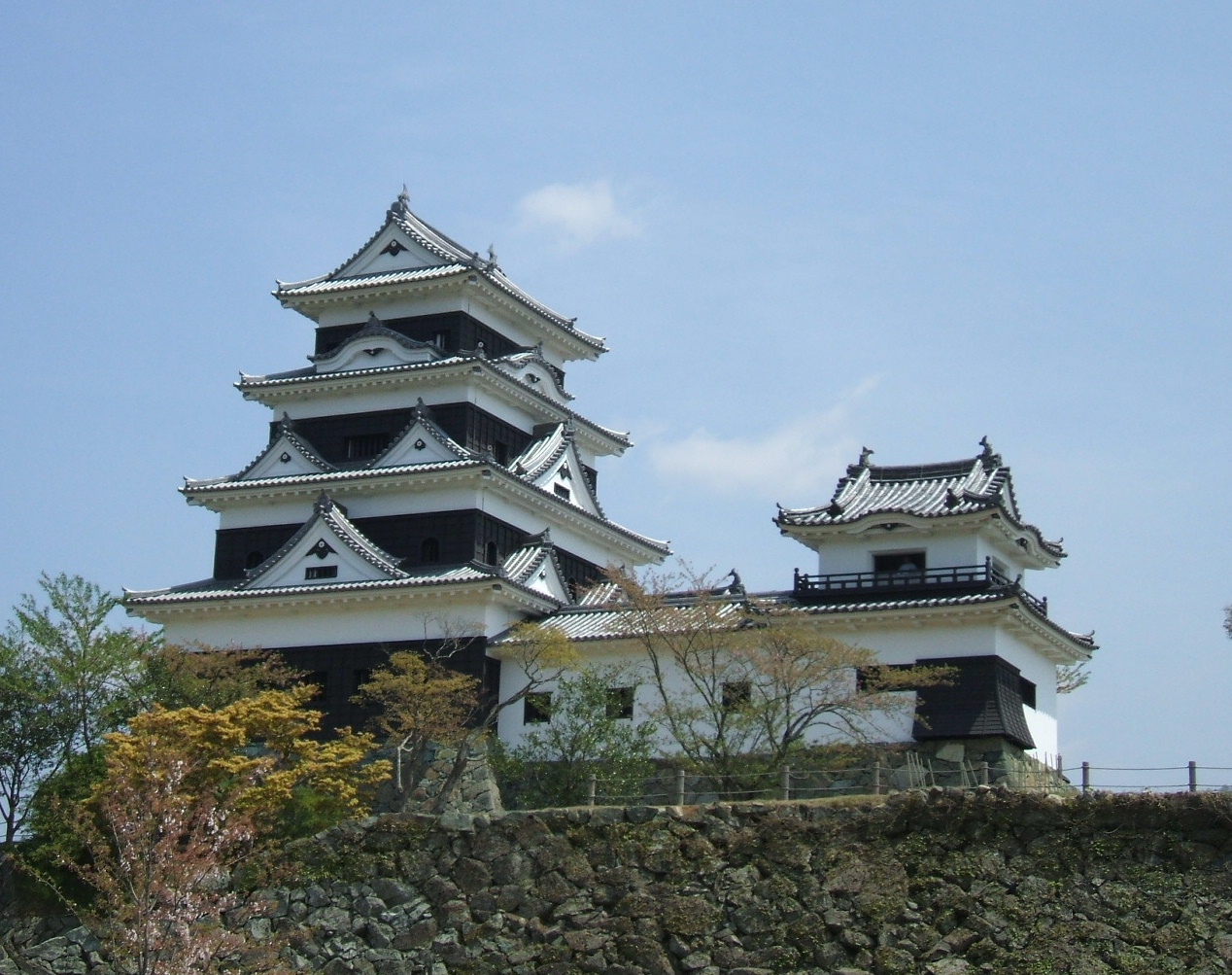
Замок Одзу в 2007 году

Княжество Одзу (яп. 大洲藩 Одзу-хан) — феодальное княжество (хан) в Японии периода Эдо (1603 - 1867). Одзу-хан располагался в провинции Иё (современная префектура Эхимэ) на острове Сикоку.

## История
Административный центр хана: замок Одзу в провинции Иё (современный город Одзу в префектуре Эхимэ).
Доход хана:
- 1609—1617 годы — 50 000 коку риса
- 1623—1871 годы — 60 000 коку риса

Княжество Одзу было создано в 1609 году для Вакидзавы Ясухару (1554—1626), правителя острова Авадзи (с 1585 года). Первоначально Вакидзава Ясухару был вассалом Акэти Мицухидэ, а после его поражения перешел на службу к Тоётоми Хидэёси. Участвовал в военных кампаниях Тоётоми Хидэёси на острове Кюсю (1587), осаде замка Одавара (1590) и войне в Корее (1592—1598). В 1600 году во время битвы при Сэкигахаре он перешел на сторону Токугава Иэясу, который утвердил за ним остров Авадзи. Вакидзава Ясухару в 1615 году отказался от власти в пользу своего сына Вакидзавы Ясумото (1584—1654). В 1617 году он был переведен в Иида-хан в провинции Синано.
В 1617 году новым даймё Одзу-хан был назначен Като Садаясу (1580—1623), ранее правивший Йонага-хане в провинции Хоки. Его потомки управляли доменом вплоть до Реставрации Мэйдзи.
В июле 1871 года Одзу-хан был ликвидирован. На территории бывшего княжества вначале была создана префектура Одзу, ставшая в ноябре того же 1871 года стала частью префектуры Камияма, которая в 1873 году стала частью префектуры Эхимэ.

## Список даймё
- Род Вакидзава (тодзама-даймё)
- Вакидзава Ясухару (脇坂安治; 1554—1626)[1], 1-й даймё Одзу-хана (1609—1615), сын Вакидзавы Ясуаки
- Вакидзава Ясумото (脇坂安元; 1584—1654)[2], 2-й даймё Одзу-хана (1615—1617), второй сын предыдущего

- Род Като (тодзама-даймё)
- Като Садаясу (加藤貞泰; 1580—1623)[3], 1-й даймё Одзу-хана (1617—1623), второй сын Като Мицуясу (1537—1593)
- Като Ясуоки (加藤泰興; 1611—1678), 2-й даймё Одзу-хана (1623—1674), старший сын предыдущего
- Като Ясуцунэ (加藤泰恒; 1657—1715), 3-й даймё Одзу-хана (1674—1715), внук предыдущего
- Като Ясумунэ (加藤泰統; 1689—1727), 4-й даймё Одзу-хана (1715—1727), второй сын предыдущего
- Като Ясуацу (加藤泰温; 1716—1745), 5-й даймё Одзу-хана (1727—1745), старший сын предыдущего
- Като Ясумити (加藤泰みち; 1728—1784), 6-й даймё Одзу-хана (1745—1762), внук Като Ясуцунэ
- Като Ясутаки (加藤泰武; 1745—1768), 7-й даймё Одзу-хана (1762—1768), старший сын Като Ясуацу
- Като Ясуюки (加藤泰行; 1753—1769), 8-й даймё Одзу-хана (1768—1769), второй сын сын Като Ясумити
- Като Ясутоки (加藤泰候; 1760—1787), 9-й даймё Одзу-хана (1769—1787), четвертый сын Като Ясумити
- Като Ясудзуми (加藤泰済; 1785—1826), 10-й даймё Одзу-хана (1787—1826), старший сын предыдущего
- Като Ясумото (加藤泰幹; 1813—1853), 11-й даймё Одзу-хана (1826—1853), старший сын предыдущего
- Като Ясутоми (加藤泰祉; 1844—1864), 12-й даймё Одзу-хана (1853—1864), старший сын предыдущего
- Като Ясуаки (加藤泰秋; 1846—1926), 13-й даймё Одзу-хана (1864—1871), четвертый сын Като Ясумото

## Галерея

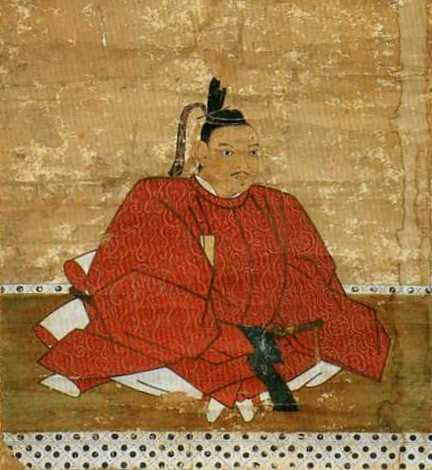
Вакидзава Ясухару, 1-й даймё Одзу-хана (1609-1615)
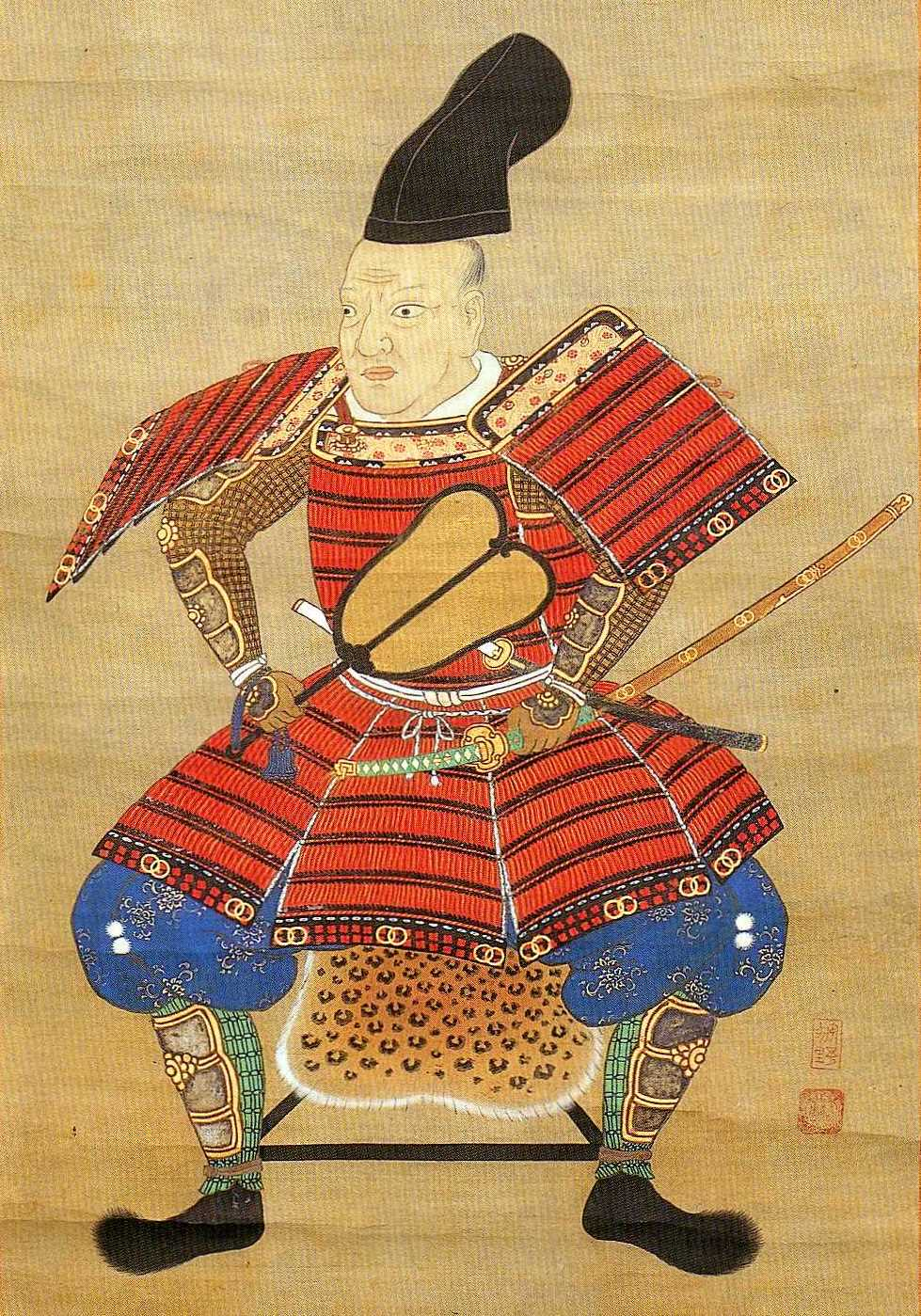
Вакидзава Ясумото, 2-й даймё Одзу-хана (1615-1617)
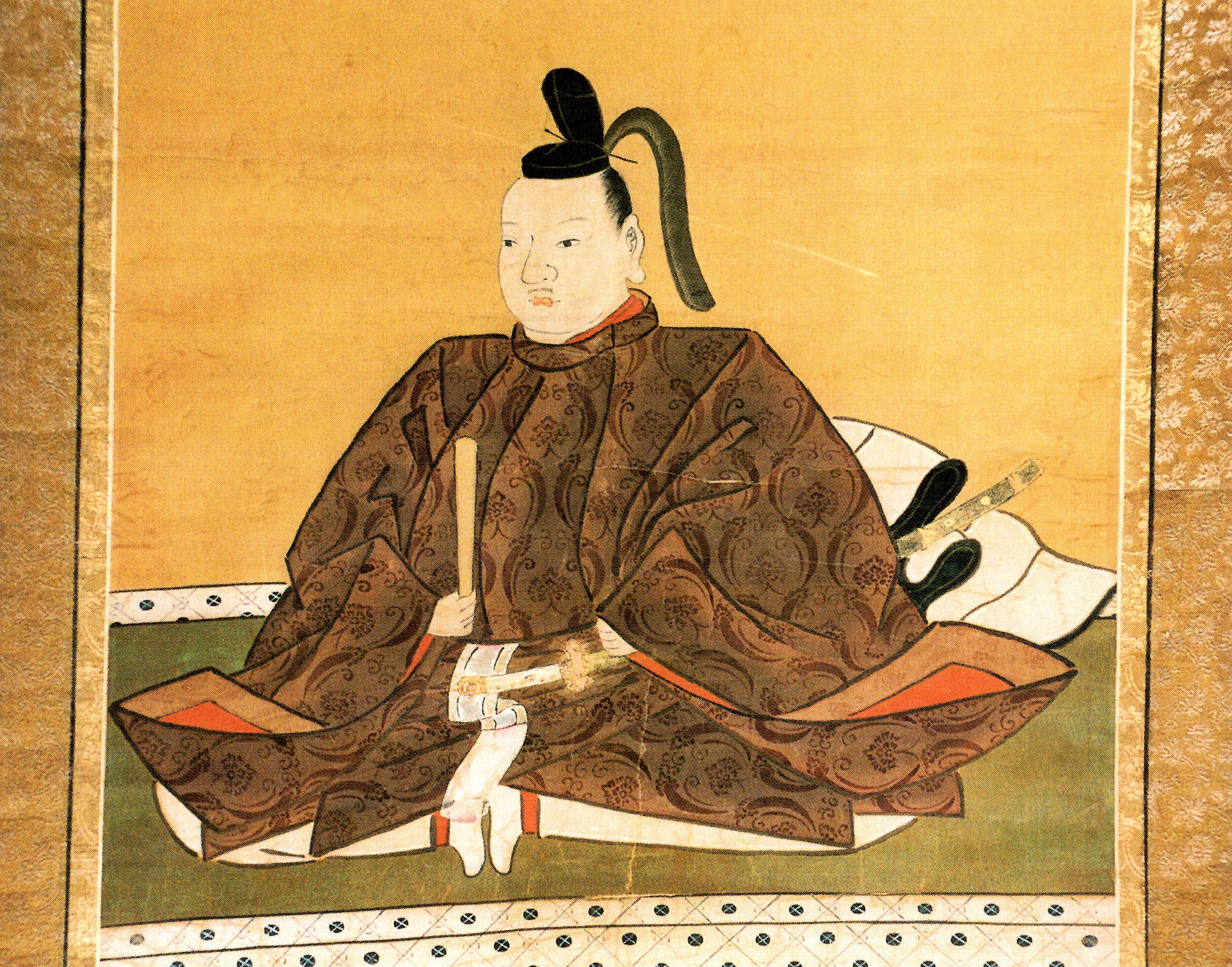
Като Садаясу, 1-й даймё Одзу-хана (1617-1623)
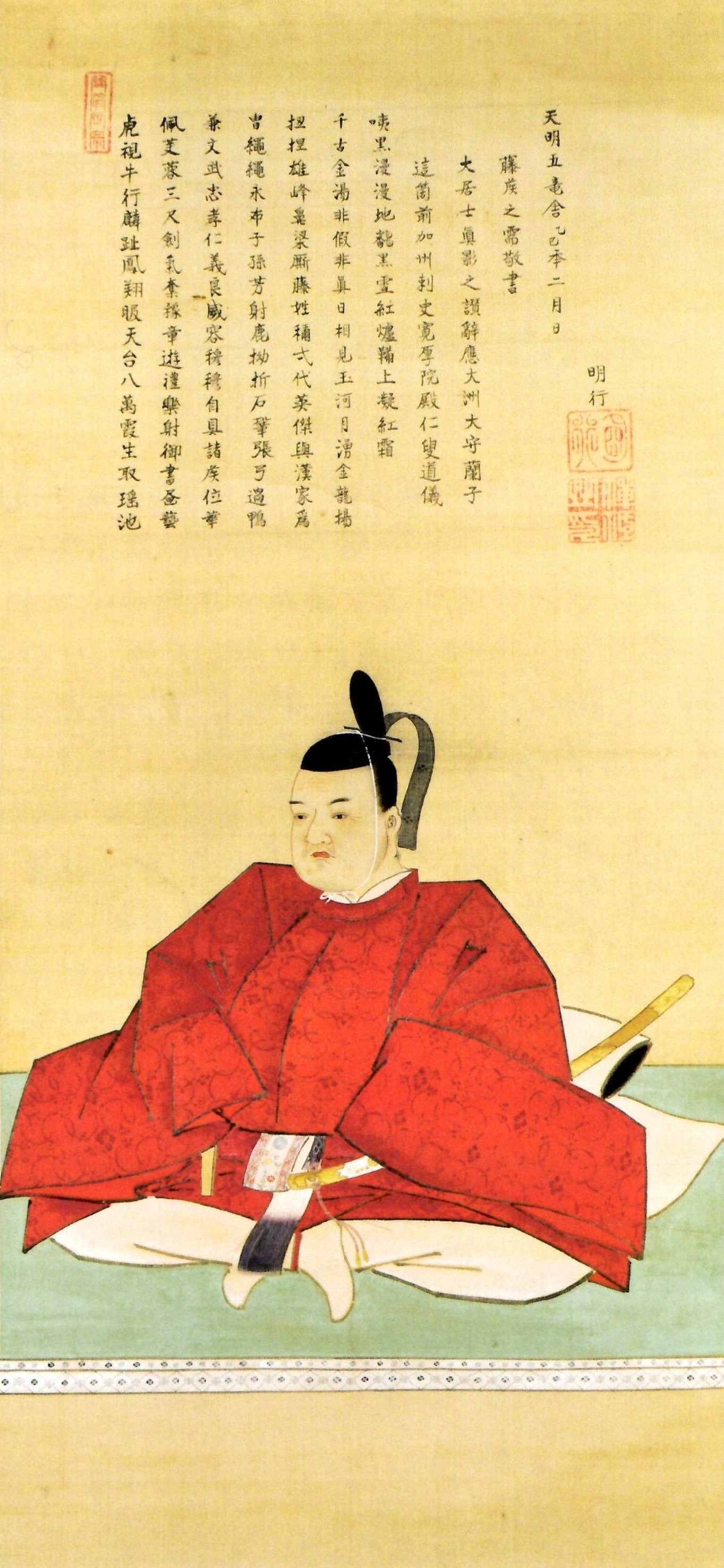
Като Ясумити, 6-й даймё Одзу-хана (1745-1762)
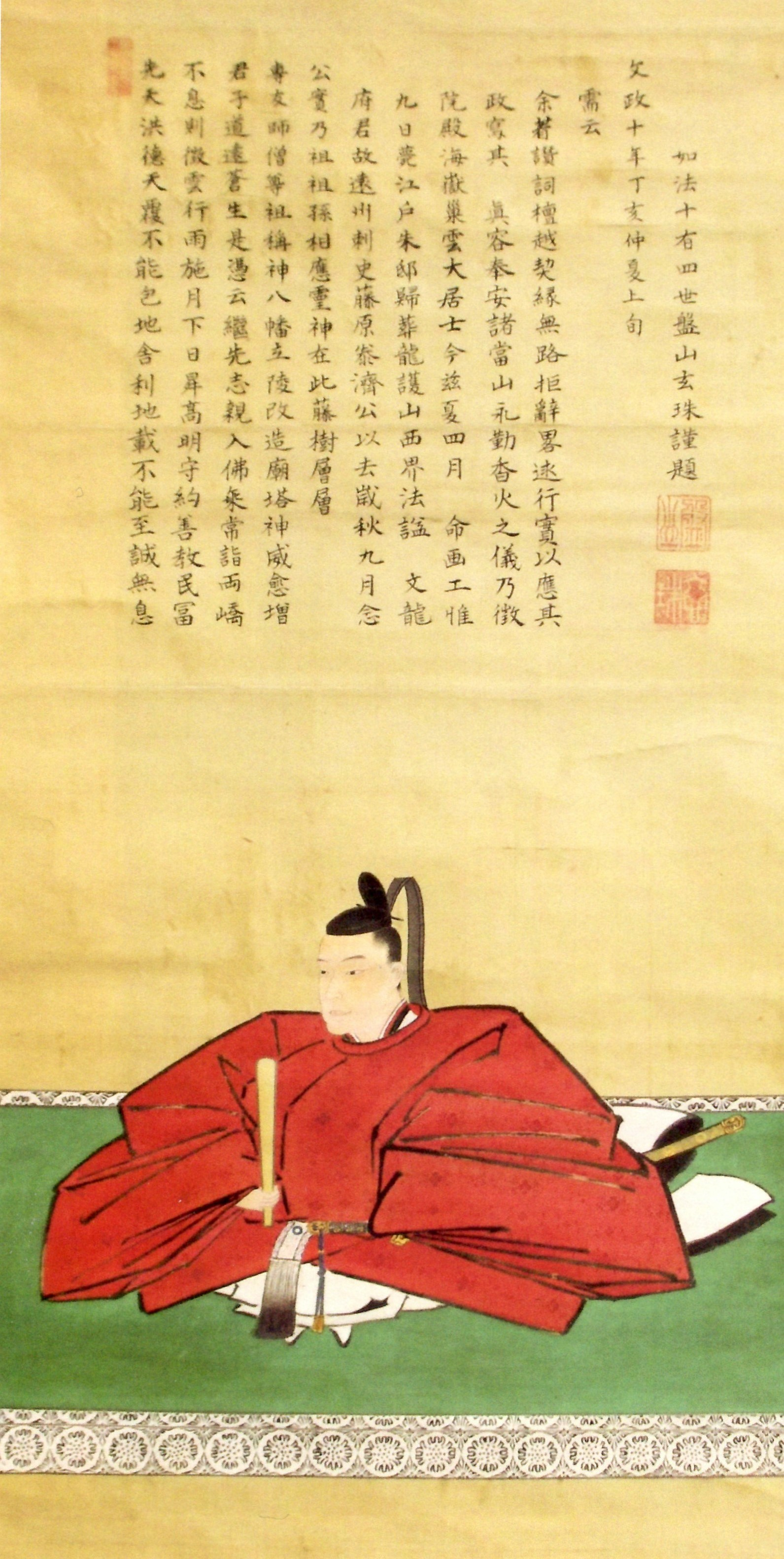
Като Ясудзуми, 10-й даймё Одзу-хана (1787-1826)
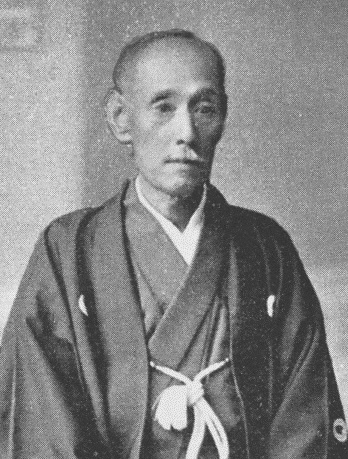
Като Ясуаки, последний (13-й) даймё Одзу-хана (1864-1871)